# Развој рекорда европских првенстава у атлетици у дворани — скок увис за мушкарце
Рекорди европских првенстава у скоку увис у дворани воде се од 1. Европског првенства у дворани одржаном у Бечу 1970.
Актуелни рекордер европских првенства је Стефан Холм из Шведске са рекордом од 2,40 m постигнутим у Мадриду на Европском првенству 2005.
Напомена: Неке википедије у рекорде и освојене медаље европских првенстава рачинају и резултате постигнуте на Европским играма у дворани (1966—1969) које су биле претече европских првенстава у дворани. Пошто Европска атлетска асоцијација (ЕАА) у својим статитичким билтенима пред свако првенство (те резултате и медаље не уноси у укупан збир), они ни овде нису приказани.
Ово је преглед рекорда европских првенстава у дворани у скоку удаљ за мушкарце. Резултати су дати у метрима.
| Резултат | Име               | Дат. рођ.          | Земља           | Место                   | Датум             | ЕП            | Детаљи |
| -------- | ----------------- | ------------------ | --------------- | ----------------------- | ----------------- | ------------- | ------ |
| 2,20     | Валентин Гаврилов | \|26. јул 1946.    | Совјетски Савез | Беч, Аустрија           | 14. март 1970.    | 1. ЕПд 1970.  | [ 2 ]  |
| 2,24     | Иштван Мајор      | 20. мај 1949.      | Мађарска        | Гренобл, Француска      | 11. март 1972.    | 3. ЕПд 1972.  | [ 3 ]  |
| 2,25     | Јацек Вшола       | 30. децембар 1956. | Пољска          | Сан Себастијан, Шпанија | 13. март 1977.    | 8. ЕПд 1977.  | [ 4 ]  |
| 2,35     | Владимир Јашенко  | 12. јануар 1959.   | Совјетски Савез | Милано, Италија         | 12. март 1978     | 9. ЕПд 1978.  | [ 5 ]  |
| =2,35    | Патрик Шеберг     | 5. јануар 1965.    | Шведска         | Пиреј, Грчка            | 3. март 1985.     | 16. ЕПд 1985. | [ 6 ]  |
| 2,38     | Патрик Шеберг     | 5. јануар 1965.    | Шведска         | Лијевен, Француска      | 21. фебруар 1987. | 18. ЕПд 1987. | [ 7 ]  |
| 2,39     | Патрик Шеберг     | 5. јануар 1965.    | Шведска         | Будимпешта Мађарска     | 5. март 1988.     | 19. ЕПд 1988. | [ 8 ]  |
| 2,40     | Стефан Холм       | 25. мај 1976.      | Шведска         | Мадрид, Шпанија         | 6. март 2005.     | 27. ЕП 2005.  | [ 9 ]  |

## Ререренце
1. ↑   Статистички билтен 35, Европског првенства у дворани 2019. (стр. 6 до 9)
2. ↑  Резултати скока увис на ЕП 1970 maik-richter
3. ↑  Резултати скока увис м ЕП 1972 maik-richter
4. ↑  Резултати скока увис м ЕП 1977 maik-richter
5. ↑  Резултати скока увис м ЕП 1978 maik-richter
6. ↑  Резултати скока увис м ЕП 1985 maik-richter
7. ↑  Резултати скока увис м ЕП 1987 maik-richter
8. ↑  Резултати скока увис м ЕП 1988 maik-richter
9. ↑  Резултати скока увис м ЕП. 2005 maik-richter